# إدنا ستابلر
إدنا ستابلر (بالإنجليزية: Edna Staebler)‏‏ (15 يناير 1906 في برلين - 12 سبتمبر 2006 في واترلو) صحفية، ومؤلفة، وكاتبة يوميات، وكاتِبة من كندا.

## التعليم
تعلمت إدنا ستابلر في:
- جامعة تورنتو